# Triangulus munidae
Triangulus munidae är en kräftdjursart som beskrevs av Smith 1906. Triangulus munidae ingår i släktet Triangulus och familjen Lernaeodiscidae. Arten är reproducerande i Sverige. Inga underarter finns listade i Catalogue of Life.